# Anomaloglossus verbeeksnyderorum
Anomaloglossus verbeeksnyderorum é uma espécie de anfíbio anuro da família Aromobatidae. Está presente na Venezuela. Não foi ainda avaliada pela UICN.